# Władimir Mołłow
Władimir Dimitrow Mołłow (bułg. Владимир Димитров Моллов; ur. 16 lipca 1873 w Kijowie, zm. 29 kwietnia 1935 w Sofii) – bułgarski polityk i prawnik, minister edukacji (1910-1911), minister finansów (1926-1931), deputowany do Zwyczajnego Zgromadzenia Narodowego 14. (1908–1911), 16. (1913), 17. (1914–1919), 18. (1919–1920), 19. (1920–1923), 21. (1923–1927), 22. (1927–1931) i 23. (1931–1934) kadencji.

## Życiorys
Syn lekarza i polityka Dimitara Mołłowa oraz Pelagii. Po ukończeniu gimnazjum w Sofii odbył studia prawnicze na Uniwersytecie Moskiewskim, które ukończył w roku 1894. Studia kontynuował w latach 1896-1897 w Paryżu, a następnie w Lipsku, Wiedniu i w Turynie. Po powrocie do kraju w 1900 rozpoczął wykłady z prawa karnego na Uniwersytecie Sofijskim. W latach 1905–1906 pełnił funkcję dziekana Wydziału Prawa stołecznej uczelni. Prowadził wykłady na Wolnym Uniwersytecie Nauk Politycznych i Ekonomicznych.

## Działalność polityczna
Od 1908 związany z Partią Demokratyczną, w tym samym roku po raz pierwszy uzyskał mandat deputowanego do parlamentu. We wrześniu 1910 stanął na czele resortu edukacji w gabinecie Aleksandra Malinowa. W 1918 kierował resortem kolei, poczt i telegrafów. W latach 20. związany z Porozumieniem Demokratycznym. W 1926 objął kierownictwo resortu finansów gabinecie Andreja Lapczewa. 9 grudnia podpisał umowę z Grecją (znaną jako porozumienie Mołłow-Kafandaris), dotyczącą kwestii odszkodowań dla bułgarskich uchodźców z Grecji.

## Życie prywatne
Był żonaty (żona Weliczka), miał dwóch synów.

## Dzieła
- 1898: Правна основа на углавната давност
- 1927: Българското наказателно съдопроизводство с решенията на В. К. Съд.